# 格拉德斯通 (昆士蘭州)
格列士敦（英語：Gladstone）乃位於澳大利亚昆士兰州中部的一座沿海城市，人口47,169（2007年）。